# Patrick van Aanholt
Patrick van Aanholt (’s-Hertogenbosch, 1990. augusztus 29. –) holland labdarúgó, a PSV Eindhoven játékosa kölcsönben a Galatasaray csapatától. Igazi univerzális játékos, aki tud bal szélsőt és középhátvédet is játszani, bár eredeti posztja szerint balhátvéd.

## Pályafutása
A 2007/08-as szezonban igazolt a Chelsea-hez a fiatal holland védő. Hamar beverekedte magát a tartalékcsapat kezdőjébe, a harmadik legtöbb pályára lépő játékos volt akkor 14+1 meccsel, általában bal hátvédként számoltak vele. Az U18-as csapatban középhátvédként játszatták, Jeffrey Bruma-val az oldalán az ifi FA-kupa döntőjébe is bemeneteltek. Egyébként ők ketten a holland U21-es válogatottban is együtt játszanak, csak ott van Aanholt a védelem bal oldalán kap lehetőséget, míg sorstársa középen.

### Coventry City
Patrick a 2009/10-es szezon első felében a Coventry City-nél játszott kölcsönben, 20 pályára lépést jegyezhetett.

### Newcastle United
Ezután az akkori Championship-et vezető együttes, a Newcastle is igényt tartott a szolgálataira, a Szarkáknál 7 meccset játszott az 1 hónapos kölcsön során.

### Chelsea
A két kitérő után visszatért a Chelsea-hez, ahol élete első Premier League-es meccsén a Portsmouth ellen pályára is lépett, csereként beállva Didier Drogba-nak adta be a labdát nagyon szépen, az elefántcsontparti csatár azonban kihagyta a helyzetet. A mérkőzés egyébként 5-0-ára a londonik kékek nyerték meg. Második meccsére nem kellett sokat várni, az Aston Villa elleni 7-1-es mérkőzés során váltotta Jurij Zsirkovot. A 2010/11-es szezon előtti felkészülésen mindegyik meccsen játszott, az Eintracht Frankfurt elleni 2-1-es vereséggel végződött találkozón gyönyörű gólpasszt adott Frank Lampardnak, de ez csak a szépítésre volt elég.

### Wigan
2011. augusztus 31-én az egész 2011-12-es szezonra kölcsönbe került a Wigan-hez.

### Vitesse
2012 nyarán a holland Vitesse csapatához került kölcsönjátékosként.

### Sunderland
Miután a Chelsea-nél nem tartottak igényt további szolgálataira, szerződésének lejárta után a Sunderland együtteséhez igazolt.